# ميثيلوية نفطية
ميثيلوية نفطية (الاسم العلمي: Methylibium petroleiphilum) هي نوع من البكتيريا، سلبية الغرام، تتبع ال.